# Fine dicitore
Il fine dicitore era colui che nel teatro del primo Novecento italiano leggeva testi di canzoni o di altra provenienza come versi o prosa intonando la voce a seconda della musicalità della parola e non a quella della melodia.
Il fine dicitore si esibiva nel corso di spettacoli di corte o, più avanti nei secoli, in rappresentazioni di varietà o di circoli privati, spesso accompagnato da uno o più strumentisti che eseguivano una melodia prestabilita. Come professione rimase relegata ai generi teatrali minori, visto che la declamazione eseguita aveva spesso un risultato comico o comunque legato molto più alla rappresentazione del testo in scena piuttosto che ad una effettiva interpretazione musicale. 
Col tempo il termine ha assunto una connotazione principalmente ironica, con la quale si delinea la figura di un dicitore che esagera o esaspera la declamazione, al punto che il Vocabolario Treccani considera preminente l'accezione ironica. All'evoluzione del concetto in senso ironico ha contribuito Ettore Petrolini con il suo Gastone.
(Franca Angelini)